# Pierre-Jean Launay
Pierre-Jean Launay (ur. 27 grudnia 1900 w Carrouges, zm. 23 kwietnia 1982 w Paryżu) – francuski pisarz i dziennikarz, laureat Nagrody Renaudot oraz Prix des Deux Magots w 1938 r. za powieść Léonie la bienheureuse.

## Dzieła
Źródło:
- Fausses notes (1934)
- Le Maître du logis (1937)
- Léonie la bienheureuse (1938)
- L’Amour n’est pas l’affaire des hommes (1943)
- La Mort rôde aux carrefours, aide-mémoire (1946)
- Ludovic le Possédé (1950)
- Grèce (1954)
- Dans les pas des héros et des dieux (1955)
- Iles grecques (1959)
- Greece (1960)
- Aux portes de Trézène (1966)
- La Grande demeure (1972)